# Astronomie geodezică
Astronomia geodezică este o disciplină a științelor pământului care se află la intersecția a două științe fundamentale: 
- Astronomia, știința care se ocupă cu studiul corpurilor cerești și cu legile mișcării lor și
- Geodezia, știința măsurării și reprezentării suprafeței Pământului.

Plecând de la definițiile acestor științe rezultă că astronomia geodezică este „tehnica determinării poziției locului de observație în raport cu diferiți aștrii de pe bolta cerească”. Prin rolul pe care îl are în determinarea latiudinii și longitudinii punctelor geodezice, precum și în determinarea azimutelor direcțiilor terestre, astronomia geodezică modernă constituie suportul tehnologiilor geodezice satelitare și contribuie la crearea și dezvoltarea sistemelor de referință.

## Obiective
Pentru geodezie rezultatele determinărilor astronomo-geodezice de poziție servesc câtorva scopuri principale cum ar fi:
- introducerea unui elipsoid de referință, național, specific fiecărei țări;
- pentru necesități speciale permite introducerea unui elipsoid local;
- ca elemente de constrângere sau compensare a rețelelor geodezice (în special azimutele astronomice);
- metodologie furnizoare de mărimi ale deviației verticale.

În măsurătorile terestre, deviația verticalei are următoarele utilizări:
- orientarea astronomo-geodezică a unui elipsoid local;
- conversia între azimutele astronomice și azimutele geodezice;
- reducerea direcțiilor și unghiurilor orizontale la elipsoid;
- reducerea direcțiilor zenitale la elipsoid;
- reducerea distanțelor EDM la elipsoid;
- transformarea coordonatelor astronomice în coordonate geodezice și invers;
- determinarea diferențelor de înălțime din măsurători de unghiuri zenitale și distanțe înclinate.

## Teme principale
Astronomia geodezică are un obiect de studiu deosebit de complex, în care poziționarea punctelor geodezice pe suprafața Pământului ocupă locul principal. Mărimile măsurate sunt preluate apoi în calculele laborioase care se efectuează în marile rețele astronomogeodezice de sprijin.
Principalele teme ale astronomiei geodezice sunt:
- se fac observații asupra stelelor respectând unele condiții privind distribuția lor pe sfera cerească precum și unele aspecte legate de coordonatele acestora;
- în astronomia geodezică se măsoară direcțiile orizontale (azimutele), distanțele zenitale, timpul, parametrii atmosferici (presiunea, temperatura și umiditatea) ;
- în urma măsurătorilor astronomo – geodezice se obțin următoarele elemente: latitudinea și longitudinea astronomică, azimutul astronomic.[2]